# Kevin Huerter
Kevin Joseph Huerter  (Albany, Nueva York, 27 de agosto de 1998) es un baloncestista estadounidense que pertenece a la plantilla de los Chicago Bulls de la NBA. Con 2,01 metros de estatura, juega en la posición de escolta.

## Trayectoria deportiva

### Universidad
Jugó dos temporadas con los Terrapins de la Universidad de Maryland, en las que promedió 12,0 puntos, 5,0 rebotes y 3,0 asistencias por partido.
Al término de su segunda temporada, se declaró elegible para el Draft de la NBA pero sin contratar agente, dejando abierta la puerta al regreso a la universidad, pero finalmente en mayo desestimó su regreso.

#### Estadísticas
| Año     | Equipo   | PJ | PT | MPP  | %TC  | %3P  | %TL  | RPP | APP | ROB | TPP | PPP  |
| ------- | -------- | -- | -- | ---- | ---- | ---- | ---- | --- | --- | --- | --- | ---- |
| 2016–17 | Maryland | 33 | 33 | 29.4 | .420 | .371 | .714 | 4.9 | 2.7 | 1.0 | .7  | 9.3  |
| 2017–18 | Maryland | 32 | 32 | 34.4 | .503 | .417 | .758 | 5.0 | 3.4 | .6  | .7  | 14.8 |
| Total   | Total    | 65 | 65 | 31.9 | .466 | .394 | .748 | 5.0 | 3.0 | .8  | .7  | 12.0 |

### Profesional
Fue elegido en la decimonovena posición del Draft de la NBA de 2018 por Atlanta Hawks.
El 18 de octubre de 2021, acuerda una extensión de contrato con los Hawks por 4 años y $65 millones.
Tras cuatro temporadas en Atlanta, el 1 de julio de 2022 es traspasado a Sacramento Kings a cambio de Justin Holiday y Moe Harkless.
El 2 de febrero de 2025 es traspasado a Chicago Bulls en un acuerdo entre tres equipos.

## Selección nacional
Huerter fue parte del combinado nacional de Estados Unidos Sub-18 que ganó la medalla de oro en el Campeonato FIBA Américas de 2016 disputado  en Valdivia, Chile. Y también del bronce obtenido en el Campeonato Mundial Sub-19 de Egipto 2017.

## Estadísticas de su carrera en la NBA

### Temporada regular
| Año     | Equipo     | PJ  | PT  | MPP  | %TC  | %3P  | %TL  | RPP | APP | ROB | TPP | PPP  |
| ------- | ---------- | --- | --- | ---- | ---- | ---- | ---- | --- | --- | --- | --- | ---- |
| 2018-19 | Atlanta    | 75  | 59  | 27.3 | .419 | .385 | .732 | 3.3 | 2.9 | .9  | .3  | 9.7  |
| 2019-20 | Atlanta    | 56  | 48  | 31.4 | .413 | .380 | .828 | 4.1 | 3.8 | .9  | .5  | 12.2 |
| 2020-21 | Atlanta    | 69  | 49  | 30.8 | .432 | .363 | .781 | 3.3 | 3.5 | 1.2 | .3  | 11.9 |
| 2021-22 | Atlanta    | 74  | 60  | 29.6 | .454 | .389 | .808 | 3.4 | 2.7 | .7  | .4  | 12.1 |
| 2022-23 | Sacramento | 75  | 75  | 29.4 | .485 | .402 | .725 | 3.3 | 2.9 | 1.1 | .3  | 15.2 |
| 2023-24 | Sacramento | 64  | 59  | 24.4 | .443 | .361 | .766 | 3.5 | 2.6 | .7  | .4  | 10.2 |
| 2024-25 | Sacramento | 43  | 15  | 20.9 | .413 | .302 | .714 | 2.8 | 1.7 | .8  | .4  | 7.9  |
| 2024-25 | Chicago    | 26  | 16  | 30.0 | .439 | .376 | .714 | 3.3 | 3.2 | 1.2 | .3  | 13.2 |
| Total   | Total      | 482 | 381 | 28.1 | .441 | .375 | .760 | 3.4 | 2.9 | .9  | .3  | 11.6 |

### Playoffs
| Año   | Equipo     | PJ | PT | MPP  | %TC  | %3P  | %TL  | RPP | APP | ROB | TPP | PPP  |
| ----- | ---------- | -- | -- | ---- | ---- | ---- | ---- | --- | --- | --- | --- | ---- |
| 2021  | Atlanta    | 18 | 10 | 31.0 | .428 | .347 | .706 | 3.8 | 2.8 | .8  | .9  | 11.1 |
| 2022  | Atlanta    | 5  | 5  | 30.7 | .362 | .290 | .750 | 3.0 | 3.8 | 1.2 | .6  | 9.2  |
| 2023  | Sacramento | 7  | 7  | 26.2 | .347 | .205 | .750 | 4.4 | 1.1 | .4  | 1.3 | 9.1  |
| Total | Total      | 30 | 22 | 29.8 | .398 | .303 | .724 | 3.8 | 2.6 | .8  | .9  | 10.3 |